# 沙田嶺
沙田嶺（英語：Sha Tin Heights）是香港一個山嶺，位於新界中部金山以東、大圍以西，屬於沙田區西南部之範圍。該處是低密度住宅區，主要集中在沙田嶺路兩旁。大埔公路－沙田嶺段途經該處，而沙田嶺隧道則從顯田開始穿過其地底，從而直通沙田嶺與尖山交界山谷之青沙公路收費廣場接駁往返荔枝角蝴蝶谷之尖山隧道。